# جنگ جانشینی لهستان (۱۵۸۷–۱۵۸۸)
جنگ جانشینی لهستان یا جنگ هابسبورگ-لهستان از ۱۵۸۷ تا ۱۵۸۸ میلادی پس از مرگ استفان باتوری، شاه لهستان و دوک بزرگ لیتوانی، بر تاج و تخت لهستان-لیتوانی درگرفت. دو طرف اصلی جنگ، ماکسیمیلیان سوم اتریش و زیگیسموند سوم واسا بودند. این جنگ شامل دو نبرد اصلی بود:
نخست، محاصره کراکوف که ماکسیمیلیان در تسخیر پایتخت مشترک‌المنافع لهستان-لیتوانی ناموفق ماند و دومین نبرد که به نبرد بیچزینا معروف است، با شکست کامل ماکسیمیلیان و تسلیم شدن او به پایان رسید.